# Michelle Manterola
Michelle Manterola (1980. április 23. –) mexikói színésznő.

## Élete és pályafutása
A magyar nézők elsősorban az Anita, a bűbájos bajkeverő című kolumbiai-amerikai telenovellából ismerhetik, melyben Lucecitát, a címszereplő Anita (Ivonne Montero) barátnőjét játszotta. A sorozatban Lucecita szerelmes Davidba (Marcelo Cézan), aki kezdetben Anitáért van oda, de hamarosan viszonozza Lucecita érzelmeit és egymásra találnak. A színésznőt a magyar nézők láthatták még A férfiak a szőkéket szeretik című tv-sorozatban is. Nővére a szintén színésznő Patricia Manterola.

## Szerepei
- Anita, a bűbájos bajkeverő - 2004-2005
- Looking for Palladin - 2008
- Tiempo final - 2009
- A férfiak a szőkéket szeretik - 2010